# التحالف الفرنسي الهندي
التحالف الفرنسي الهندي، تحالف بين دول أمريكا الشمالية والفرنسية، ركّز على منطقة البحيرات الكبرى ودول إلينوي خلال الحرب الفرنسية والهندية (1754-1763). تضمّن التحالف المستوطنين الفرنسيين من ناحية، وأبيناكي، أوتاوا، مينومايش، وينغاجو، ولاية ميسيسوغا، ولاية بلايت، سيوكس، هورون - بان، بوتاواتومي... من ناحية أخرى. وهذا ما سمح للفرنسيين والأطفال بإيجاد مأوى في وادي أوهايو قبل اندلاع الصراع المفتوح بين القوى الأوروبية.

## الخلفية
كان لدى فرنسا وجود طويل في أمريكا الشمالية، بدءًا من تأسيس فرنسا الجديدة عام 1534. بدأ الترويج للتبادل الثقافي من خلال أنشطة البعثات اليسوعية في أمريكا الشمالية. لكن على عكس القوى الاستعمارية الأخرى، شجعت فرنسا، تحت إشراف لويس الثالث عشر والكاردينال ريتشيليو، على التعايش السلمي في فرنسا الجديدة بين السكان الأصليين والمستعمرين.
في حالات كثيرة، اعتمد المسؤولون الفرنسيون عادات هندية من أجل الحصول على الدعم من قبلهم. كان لدى المسؤولين الحكوميين الفرنسيين برنامج تبادل بين الأطفال من السكان الأصليين والأطفال الفرنسيين الذي ساعد في بناء الدبلوماسية بين المجموعتين، والمعروفة باسم ميتيس. اعتمُد لهذا البرنامج البارون دي سانت كاستن من قبل قبيلة أبيناكي وتزوج من فتاة من السكان الأصليين.
تحالف المستوطنون الفرنسيون والسكان الأصليون في كل الصراعات التي سبقت حرب السنوات السبع: حرب الأب رايل، حرب الملك جورج، حرب الأب لوتر.

## حرب السبع سنوات
في أمريكا الشمالية في القرن الثامن عشر، فاق عدد البريطانيين عدد الفرنسيين بنسبة كبيرة، وهو الوضع الذي حث فرنسا على التحالف مع غالبية الأمم الأولى. وبحسب مراقب فرنسي:
استُدعيت جميع الدول الهندية معًا ودُعيت للانضمام ومساعدة الفرنسيين لصد البريطانيين الذين أتوا لطردهم من الأرض التي كانوا يمتلكونها في ذلك الوقت.
تمكن الفرنسيون وحلفاؤهم من إلحاق الهزائم بالبريطانيين في بداية الصراع على الرغم من عدم تناسب القوات المشاركة. بعد الاستيلاء على حصن ويليام هنري، وافق الماركيز دي مونتكالم على السماح للبريطانيين بالانسحاب مع أوسمة الشرف - وهو أسلوب لم يكن يفهمه بعض السكان الأصليين الذين ذبحوا البريطانيين وأتباعهم في المعسكر وهم في طريقهم إلى حصن إدوارد.
لم تتمكن فرنسا من إمداد الكنديين وحلفائهم الأصليين ودعمهم بشكل كافي بعد مواجهة هزائم كبيرة على يد حلفاء بريطانيا على المسرح الأوروبي للحرب ومع عدم قدرة أسطولها البحري على مضاهاة البحرية الملكية. حققت بريطانيا سلسلة من النجاحات، خاصة مع معركة فورت نياغرا، وبدأ التحالف الفرنسي الهندي في الانهيار. في الوقت نفسه، كان البريطانيون يقدمون وعودًا بالدعم والحماية للسكان الأصليين. أخيرًا، سقطت كيبيك في سبتمبر بعد معركة سهول أبراهام.
في ختام حرب السنوات السبع عام 1763، قُسّمت فرنسا الجديدة مع انتقال كندا إلى البريطانيين ولويزيانا إلى الإسبان.

## التاريخ لاحقًا
بعد فترة طويلة من انقراض فرنسا الجديدة عام 1763، استمرت الجاليات الفرنسية الهندية، تمارس العقيدة الكاثوليكية، وتتحدث الفرنسية وتستخدم الأسماء الفرنسية. استوعبت المجتمعات الفرنسية العالمية الهنود والسود من سانت لورانس إلى المسيسيبي.
خلال حرب الاستقلال الأمريكية وبداية التحالف الفرنسي الأمريكي، اتحد الفرنسيون مرة أخرى مع القوات الهندية، كما حدث في معركة كيكونغا عام 1780 تحت قيادة أوغستين دي لا بالم.
بين عامي 1869 و1885، قاد لويس رييل ثورتين ميتيس ضد الحكومة الكندية، عُرفت باسم تمرد النهر الأحمر والشمال الغربي. قُمعت الثورات وأعدم رييل.